# Morten Hauch-Fausbøll
Morten Hauch-Fausbøll (født 3. april 1961) er en dansk skuespiller.
Hauch-Fausbøll er uddannet fra skuespillerskolen ved Odense Teater i 1989. Han er bror til skuespilleren Søren Hauch-Fausbøll og var gift med skuespilleren Sidsel Agensø.
Morten Hauch-Fausbøll er endvidere tilknyttet lydbogsforlaget Momo - Skuespillernes Lydbogsværksted, hvor han har indlæst flere lydbøger.

## Filmografi

### Film
| År   | Titel          | Rolle         | Noter |
| ---- | -------------- | ------------- | ----- |
| 2008 | Den du frygter | Hr. Jørgensen |       |
| 2009 | Headhunter     | Ninas mand    |       |
| 2015 | 9. april       | Major Fladsaa |       |
| 2019 | Undtagelsen    |               |       |

### Tv-serier
| År        | Titel                 | Rolle         | Noter                         |
| --------- | --------------------- | ------------- | ----------------------------- |
| 1995      | Juletestamentet       | Hubert        |                               |
| 2000-2001 | Rejseholdet           | Bjørn         | Afsnit 6 og 11                |
| 2002      | Hotellet              | Eddie         | Afsnit 40, 41 og 42           |
| 2007      | Forbrydelsen          | Jan Frevert   | Afsnit 18                     |
| 2006-2007 | Anna Pihl             | Thomas Hansen | Afsnit 7-10, 14-15, 17-20, 28 |
| 2008      | Album                 | Allan         | Afsnit 1-2                    |
| 2009      | 2900 Happiness        | Betjent       | Afsnit 99                     |
| 2024      | Mysteriet på Bornholm | Betjent       | Afsnit 3                      |